# Шейн, Александр Самуилович
Александр Самуилович Шейн (9 февраля 1933, Москва — 24 февраля 2015, там же) — советский и российский режиссёр театра и кино, изобретатель, сценарист, актёр. Заслуженный деятель искусств РСФСР (1986), член Российской академии кинематографических искусств.

## Биография
Родился 9 февраля 1933 года в Москве в семье сотрудника наркомата обороны, впоследствии театрального администратора Самуила Абрамовича Шейна (1893—1958). В начале Великой Отечественной войны был с родителями и братом Валерием эвакуирован в Ташкент. С 1954 года работал ассистентом режиссёра в Московском театре им. М. Н. Ермоловой, был актёром в театре имени Моссовета в Москве.
В 1956—1963 годах учился на режиссёрском факультете ГИТИСа (курс Ю. А. Завадского). В 1961—1962 годах был режиссёром в театрах Тулы, Казани и Москвы.
Первая работа в кино — картина «Здравствуйте, дети» (постановка Марка Донского), снятая на Киностудии имени М. Горького, в качестве второго режиссёра.
С 1963 года — режиссёр киностудии «Мосфильм».
В 1968 году дебютировал как режиссёр-постановщик — «Семейное счастье» (новелла «Нервы»).
В конце 1969 года организовал и возглавил экспериментальную мастерскую «Совполикадр», где были созданы первые советские полиэкранные вариоскопические художественно-публицистические широкоформатные фильмы. Большинство из этих работ восхваляли советский строй и всячески его пропагандировали. Получил авторский технический патент (свидетельство на изобретение) на эту технологию (вместе со А. Светловым и учёным В. Комаром, внёсшим свой вклад в развитие системы IMAX, а также разработавшим принципы голографического кино, которое не имело аналогов в мире). Поставил по своим сценариям более двадцати кинофильмов. 
В протоколе совещания Экспериментального творческого объединения от 9 июля 1970 г. по итогам выпуска кинокартины «Наш марш» директор фильма С. В. Лосев отмечал: «Приступая к работе над фильмом, группа не имела разработанной технологии, и создание фильма проходило одновременно с экспериментальной работой по разработке технологии производства таких фильмов. <…> Никто не знал технологии. На других студиях делались попытки создания полиэкрана, но до конца дело не доводилось.<…> Нам никто не мог сказать — как будет делаться картина».
Режиссёр ряда передач на радио и телевидении. Ушёл из жизни 24 февраля 2015 года на 83-м году жизни.

### Семья
- Отец — Самуил Абрамович Шейн (1893—1958), администратор.
- Мать — Клара Борисовна Шейн (урождённая Дрибан, 1907—1991)[5].
- Брат — Фёдор Самуилович Шейн (1919—2006), режиссёр и педагог.
- Жена — Ирина Романовна Павлова (род. 1945), геофизик.
  - Дочь — Екатерина Александровна Шейн (род. 1966), организатор артгалерей, куратор выставок современного искусства.
  - Сын — Александр Александрович Шейн (род. 1976), кинорежиссёр, продюсер.
- Дядя — Павел Абрамович Шейн (1891—1961), экономист, автор ряда трудов по организации материально-технического снабжения.[6]

## Работы в театре

### Режиссёр
- 1961 — «Колье чёрного принца» П. О. Хомского (Тульский областной ТЮЗ)
- 1962 — «Забавный случай» К. Гольдони (Казанский ТЮЗ)

## Фильмография

### Актёр
- 1977 — Нос — чиновник
- 1979 — Экипаж — адвокат Ненарокова
- 1987 — Руся
- 2002 — Две судьбы — Аркадий Осетров

### Режиссёр-постановщик и сценарист
- 1969 — «Семейное счастье» (новелла «Нервы»)
- 1970 — «Наш марш» (совместно с А. Светловым; Гран-при «Золотой голубь», Лейпциг)
- 1971 — «Интернационал» (совместно со А. Светловым; специальный приз седьмого Моск. кинофестиваля)
- 1972 — «Я — гражданин Советского Союза» (совместно с П. Мостовым)
- 1974 — «Товарищ Сибирь»
- 1974 — «Гармония»
- 1974 — «Человек и океан»
- 1977 — «Говорит Октябрь» (золотая медаль, Краков)
- 1979 — «Революцией рождённое»
- 1979 — «Нефть. Опасность и благо»
- 1980 — «Мы — молодая гвардия» (совместно с Г. Бренер)
- 1981 — «Шагай, страна!» (совместно с Г. Бренер)
- 1982 — «Комсомол — моя судьба»
- 1982 — «Песня о Родине»
- 1985 — «Советский Азербайджан»
- 1988 — «Москва. Наш район»

### Второй режиссёр
- 1962 — Здравствуйте, дети! (второй режиссёр; Киностудия имени М. Горького)
- 1962 — Без страха и упрёка (режиссёр; «Мосфильм»)
- 1966 — Скверный анекдот (режиссёр; «Мосфильм»)

### Сценарист
- 1991 — Менты и копы (совместно с А. Светловым)
- 2005 — Фальшивомонетчики (совместно с А. Светловым)
- 2015 — ВМаяковский (совместно с А. Ваксбергом, А. Шейном-мл.)

## Награды и звания
- Заслуженный деятель искусств РСФСР (17 июня 1986 года)  — за заслуги в области советского киноискусства[7].
- Орден Почёта (30 августа 1996 года) — за заслуги перед государством, многолетнюю плодотворную деятельность в области культуры и искусства, большой вклад в развитие массового спорта[8].
- Премия УНИАТЕК в Париже.
- Специальный приз Московского МКФ, Гран-при МКФ в Лейпциге, а также призы многих международных кинофестивалей.